# کواتزاکوالکوس
کواتزاکوالکوس (به اسپانیایی: Coatzacoalcos) از شهرهای کشور مکزیک است که در ایالت وراکروز قرار دارد و جمعیت آن طبق سرشماری سال ۲۰۱۰ میلادی ۳۰۵٬۲۶۰ نفر بوده است.